# Вулиці Бродів
Ву́лиці Бро́дів — список урбанонімів (вулиць, провулків, проспектів, проїздів, скверів тощо) міста Броди, Львівської області. Станом на 2018 рік у Бродах нараховується 143 вулиці, у тому числі 2 площі, 1 майдан та 1 сквер.
У списку вулиці подані за абеткою. Назви вулиць на честь людей відсортовані за прізвищем і подаються у форматі Прізвище Ім'я і/або Посада. Назви вулиць на честь державних свят, ювілейних дат відсортовані у зростаючому порядку і подаються у форматі
Число/дата і/або місяць/свято. Якщо вулиця названа за цілісним псевдонімом або прізвиськом, то сортування відбувається за першої літерою псевдоніма або імені, тобто Лесі Українки — на літеру Л, Марка Вовчка, Марка Черемшини — на М, Олени Пчілки — на О, Панаса Мирного — на П, Шолом-Алейхема — на Ш тощо.
Курсивом позначені зниклі вулиці.
Колір фону у списку залежить від типу урбаноніма.
| Назва за абеткою      | Тип    | Колишні назви | Місцевість          | Рік затв. | Джерела     |
| --------------------- | ------ | --- | ------------------- | --------- | ----------- |
| 22 Січня              | вулиця | Львівська Нова, Міцкевича, 17 Вересня | Старі Броди         |           | В, ВМЦ, БВ  |
| 900-річчя Бродів      | вулиця | | Малі Фільварки      |           | В, ВМЦ, БВ  |
| Балканська            | вулиця | |                     |           | В, ВМЦ      |
| Бандери Степана       | вулиця | Кірова | Білі казарми        |           | В, ВМЦ, БВ  |
| Бастіонна             | вулиця | Дружби |                     | 2022      | В, ВМЦ,     |
| Березова              | вулиця | Горбочок | Старі Броди         |           | В, ВМЦ, БІБ |
| Бляхарська            | вулиця | |                     |           | В, ВМЦ      |
| Богуна Івана          | вулиця | Червоноармійська, Радивилівська | Білі Казарми        |           | В, ВМЦ, БВ  |
| Бордуляка Тимотея     | вулиця | |                     |           | В, ВМЦ      |
| Будівельна            | вулиця | |                     |           | В, ВМЦ      |
| Бузова                | вулиця | | Великі Фільварки    |           | В, ВМЦ, БВ  |
| Вагилевича Івана      | вулиця | | Малі Фільварки      |           | В, ВМЦ      |
| Валова                | вулиця | Нижня Підвальна | Місто               |           | В, ВМЦ, БВ  |
| Великі Фільварки      | вулиця | Галана | Великі Фільварки    |           | В, ВМЦ, БВ  |
| Вербицького Михайла   | вулиця | |                     |           | В, ВМЦ      |
| Весела                | вулиця | Львівська Мала | Місто               |           | В, ВМЦ      |
| Веста Фелікса         | вулиця | |                     |           | В, ВМЦ      |
| Виговського Івана     | вулиця | |                     |           | В, ВМЦ      |
| Вишневецького Дмитра  | вулиця | | Малі Фільварки      |           | В, ВМЦ      |
| Вірменська            | вулиця | | Місто               |           | В, ВМЦ      |
| Возницького Бориса    | вулиця | |                     | 2018      | [ 5 ]       |
| Волонтерська          | вулиця | Миру | Шваби               | 2022      | В, ВМЦ,     |
| Гайдамацька           | вулиця | |                     |           | В, ВМЦ      |
| Галицька              | вулиця | Верхня Підвальна, Карла Маркса, Ґольдгабера | Місто               |           | В, ВМЦ, БВ  |
| Героїв Авіаторів      | вулиця | Гончарська (част.) | Місто               |           | ОСМ         |
| Героїв Майдану        | сквер  | | Місто               |           |             |
| Героїв УПА            | вулиця | | Північний           | 2018      | ОСМ         |
| Гідності              | вулиця | |                     | 2017      | ОСМ,        |
| Головацького Якова    | вулиця | | Малі Фільварки      |           | В, ВМЦ      |
| Гончарська            | вулиця | Шкільна (част.), Шпитальна Стара (част.), Кузнецова                                                                                                | Місто               |           | В, ВМЦ      |
| Городецька            | вулиця | | Малі Фільварки      |           | В, ВМЦ      |
| Городова              | вулиця | | Малі Фільварки      |           | В, ВМЦ      |
| Григор'єва Олександра | вулиця | Короленка Володимира |                     | 2022      | В, ВМЦ,     |
| Грушевського Михайла  | вулиця | Нова | Місто               |           | В, ВМЦ      |
| Данила Галицького     | вулиця | Черняховського | Старі Броди         |           | В, ВМЦ      |
| Джерельна             | вулиця | | Місто               |           | В, ВМЦ      |
| Дитяча                | вулиця | Медова |                     |           | В, ВМЦ      |
| Домбровського Міхала  | вулиця | |                     |           | В, ВМЦ      |
| Енергетична           | вулиця | | Місто               |           | В, ВМЦ      |
| Єврейська             | вулиця | Замкова Друга, Довга | Місто               |           | В, ВМЦ      |
| Залізнична            | вулиця | Клостерґассе, Лемберґґассе (част.), Кляшторна, Постля (част.), Колейова (част.); Пілсудського (част.), Колейова (част.), Дзержинського, Залізнична | Шваби, Островчик    | 1991      | В, ВМЦ, НКЧ |
| Замкнена              | вулиця | |                     |           | В, ВМЦ      |
| Замкова               | вулиця | Замкова Перша | Місто               |           | В, ВМЦ      |
| Заставки              | вулиця | | Старі Броди         |           | В, ВМЦ      |
| Зелена                | вулиця | Піски |                     |           | В, ВМЦ, БІБ |
| Золота                | вулиця | Золота, Стефанії, Франц Йосифґассе, Уланів Креховецьких, Гітлера, Леніна                                                                           | Місто               | 1991      | В, ВМЦ, БК  |
| Калліра               | вулиця | Юріївська Велика |                     |           | В, ВМЦ      |
| Калнишевського Петра  | вулиця | |                     |           | В, ВМЦ      |
| Кобилянської Ольги    | вулиця | | Північний           |           | В, ВМЦ      |
| Ковальська            | вулиця | | Місто               |           | В, ВМЦ      |
| Коженівського Юзефа   | вулиця | Чорна Стежка | Старі Броди         |           | В, ВМЦ, БІБ |
| Козацької Слави       | вулиця | | Малі Фільварки      |           | В, ВМЦ      |
| Коновальця Євгена     | вулиця | Мішаніна | Білі Казарми        |           | В, ВМЦ, БВ  |
| Конопницької Марії    | вулиця | Млинів | Старі Броди         |           | В, ВМЦ, БІБ |
| Конюшківська          | вулиця | | Малі Фільварки      |           | В, ВМЦ      |
| Коперніка Миколая     | вулиця | | Старі Броди         |           | В, ВМЦ      |
| Костюшка Тадеуша      | вулиця | | Великі Фільварки    |           | В, ВМЦ      |
| Котляревського Івана  | вулиця | | Великі Фільварки    |           | В, ВМЦ      |
| Коцюбинського Михайла | вулиця | Вали Судові, Вали Гімназійні, Вали Шпитальні, Вали Вольности                                                                                       | Місто               |           | В, ВМЦ, БВ  |
| Кривоноса Максима     | вулиця | |                     |           | В, ВМЦ      |
| Кропивницького Марка  | вулиця | | Північний           |           | В, ВМЦ      |
| Куліша Пантелеймона   | вулиця | | Місто               |           | В, ВМЦ      |
| Левенця Михайла       | вулиця | Тудора Степана | Великі Фільварки    | 2022      | В, ВМЦ,     |
| Лесі Українки         | вулиця | Окружна | Місто               |           | В, ВМЦ, БВ  |
| Лисенка Миколи        | вулиця | Черняховського Бічна | Старі Броди         |           | В, ВМЦ      |
| Ломана                | вулиця | | Місто               |           | В, ВМЦ      |
| Львівська             | вулиця | Міцкевича, Капелюша | Старі Броди         |           | В, ВМЦ, БІБ |
| Львівська Бічна       | вулиця | | Старі Броди         | 2018      | ОСМ         |
| Мазепи Івана          | вулиця | Гусина | Місто               |           | В, ВМЦ      |
| Мариняка Олександра   | вулиця | Храпая Григорія | Червоні Казарми     | 2022      | В, ВМЦ, БВ, |
| Марка Вовчка          | вулиця | |                     |           | В, ВМЦ      |
| Млинська              | вулиця | Лешнівська Мала, Крупниця | Великі Фільварки    |           | В, ВМЦ      |
| Набережна             | вулиця | | Великі Фільварки    |           | В, ВМЦ      |
| Низька                | вулиця | Русоцького | Старі Броди         |           | В, ВМЦ, БІБ |
| Олени Степанівни      | вулиця | | Північний           | 2018      | ОСМ         |
| Орлика Пилипа         | вулиця | | Північний           | 2018      | ОСМ         |
| Осадци Михайла        | вулиця | | Великі Фільварки    |           | В, ВМЦ      |
| Островчик             | вулиця | | Островчик           |           | В, ВМЦ      |
| Пасічна               | вулиця | | Північний           | 2018      | ОСМ         |
| Пекарська             | вулиця | Наумова | Місто               | 2018      | В, ВМЦ      |
| Героїв Галичини       | вулиця | Новосілка, Перемоги | Старі Броди         |           | В, ВМЦ, БІБ |
| Петлюри Симона        | вулиця | | Малі Фільварки      |           | В, ВМЦ      |
| Петра Полтави         | вулиця | | Місто               |           | В, ВМЦ      |
| Петрушевича Євгена    | вулиця | | Малі Фільварки      |           | В, ВМЦ      |
| Північна              | вулиця | | Північний           |           | В, ВМЦ      |
| Підберезна            | вулиця | Парц. на Кутена | Старі Броди         |           | В, ВМЦ, БІБ |
| Підгородня            | вулиця | | Великі Фільварки    |           | В, ВМЦ, БВ  |
| Підлісна              | вулиця | | Північний           |           | В, ВМЦ      |
| Пластунів             | вулиця | Флоріанська |                     |           | В, ВМЦ, БВ  |
| Полуботка Павла       | вулиця | За води (Заводи), 30-річчя Радянської України | Старі Броди         | 2018      | В, ВМЦ,     |
| Полуботка Павла Бічна | вулиця | | Старі Броди         | 2018      | ОСМ,        |
| Польна                | вулиця | |                     |           | В, ВМЦ      |
| Привокзальна          | вулиця | | Шваби               |           | В, ВМЦ      |
| Привокзальна          | площа  | Двірець | Шваби               |           | В, ВМЦ, БІБ |
| Проектна              | вулиця | |                     | 2018      | ОСМ         |
| Промислова            | вулиця | | Північний           |           | В, ВМЦ      |
| Просвіти              | вулиця | Антонія Вітославського |                     |           | В, ВМЦ      |
| Рильського Максима    | вулиця | |                     |           | В, ВМЦ      |
| Ринок                 | площа  | Хмельницького | Місто               |           | В, ВМЦ      |
| Роздольського Осипа   | вулиця | |                     |           | В, ВМЦ      |
| Рота Йозефа           | вулиця | | Шваби               |           | В, ВМЦ      |
| Руська                | вулиця | | Місто               |           | В, ВМЦ      |
| Сагайдачного Петра    | вулиця | Мічуріна | Малі Фільварки      |           | В, ВМЦ, ОСМ |
| Садова                | вулиця | | Старі Броди         |           | В, ВМЦ      |
| Свободи               | майдан | Новоміська площа, площа Собеського, площа Радянської Армії, площа Дзержинського                                                                    | Місто               |           | В, ВМЦ      |
| Сизова Юрія           | вулиця | |                     |           | В, ВМЦ      |
| Сірка Івана           | вулиця | |                     |           | В, ВМЦ      |
| Січових Стрільців     | вулиця | Валова Велика | Місто               |           | В, ВМЦ, БВ  |
| Скаковського Романа   | вулиця | Ентузіастів |                     | 2015      | В, ВМЦ,     |
| Сковороди Григорія    | вулиця | | Північний           |           | В, ВМЦ      |
| Слюсарська            | вулиця | |                     |           | В, ВМЦ      |
| Сонячна               | вулиця | |                     |           | В, ВМЦ      |
| Спортивна             | вулиця | Стара цвинтарна | Місто               |           | В, ВМЦ      |
| Старобрідська         | вулиця | Кобелєва (част.); Радянська (част), Івана Франка, Новиччина (част)                                                                                 | Старі Броди         |           | В, ВМЦ, БВ  |
| Стасів-Калинець Ірини | вулиця | | Північний           | 2018      | ОСМ,        |
| Стефаника Василя      | вулиця | Театральна, Старотеатральна, Фелікса Веста | Білі Казарми        |           | В, ВМЦ      |
| Столяр Галини         | вулиця | | Місто               |           | В, ВМЦ      |
| Стуса Василя          | вулиця | Костельна, Парафіяльна Велика, Коженьовського, Сталіна, Ломоносова                                                                                 | Місто               | 1991      | В, ВМЦ, БВ  |
| Східна                | вулиця | | Великі Фільварки    |           | В, ВМЦ      |
| Тарнавського Мирона   | вулиця | Боженка | Старі Броди         |           | В, ВМЦ      |
| Тернопільська         | вулиця | Липи (част) | Старі Броди         |           | В, ВМЦ, БІБ |
| Торфяна               | вулиця | | Малі Фільварки      |           | В, ВМЦ      |
| Труша Івана           | вулиця | Торгова | Островчик           |           | В, ВМЦ      |
| Франка Івана          | вулиця | Луцька, Лешнівська Велика, Гольдгабера |                     |           | В, ВМЦ      |
| Хмельницького Богдана | вулиця | Об'їзна |                     |           | В, ВМЦ      |
| Хроновича Володимира  | вулиця | Музична | Білі Казарми        |           | В, ВМЦ      |
| Цегельна              | вулиця | | Старі Броди         |           | В, ВМЦ      |
| Цегельна Бічна        | вулиця | | Старі Броди         | 2018      | ОСМ         |
| Церковна              | вулиця | Церковна (част.), Пушкіна Олександра | Місто               | 2022      | В, ВМЦ,     |
| Червоної Калини       | вулиця | Перемоги Бічна | Старі Броди         | 2022      | В, ВМЦ,     |
| Чорнія Юліана         | вулиця | 8 Березня | Старі Броди         | 2022      | В, ВМЦ,     |
| Чубинського Павла     | вулиця | |                     |           | В, ВМЦ      |
| Чупринки Тараса       | вулиця | Чекістів |                     |           | В, ВМЦ      |
| Шашкевича Маркіяна    | вулиця | | Великі Фільварки    |           | В, ВМЦ      |
| Шевська               | вулиця | |                     |           | В, ВМЦ      |
| Шевченка Тараса       | вулиця | Львівська Велика | Місто               |           | В, ВМЦ      |
| Шептицького Андрея    | вулиця | |                     |           | В, ВМЦ      |
| Шолом-Алейхема        | вулиця | | Місто               |           | В, ВМЦ      |
| Шухевича Романа       | вулиця | | Білі Казарми        |           | В, ВМЦ      |
| Щурата Василя         | вулиця | Цукра | Місто               |           | В, ВМЦ      |
| Юридика               | вулиця | Поштова, Старопоштова, Словацького, Кірова | Місто, Білі Казарми |           | В, ВМЦ, БВ  |
| Юридика Бічна         | вулиця | | Місто, Білі Казарми |           | В, ВМЦ, БВ  |
| Юріївська             | вулиця | Юріївська Мала, Поштова | Місто               |           | В, ВМЦ      |
| Яворницького Дмитра   | вулиця | | Північний           |           | В, ВМЦ      |
| Ярослава Мудрого      | вулиця | |                     |           | В, ВМЦ      |